# Washwood Heath
Washwood Heath – dzielnica miasta Birmingham, w Anglii, w West Midlands, w dystrykcie Birmingham. Leży 3,5 km od centrum miasta Birmingham i 162,7 km od Londynu. W 2011 roku dzielnica liczyła 32 921 mieszkańców.